# Luis Echeverría
Luis Echeverría Álvarez (17. ledna 1922 Ciudad de México – 8. července 2022 Cuernavaca) byl mexický advokát, akademik a politik, člen Institucionální revoluční strany, který byl v letech 1970–1976 prezidentem Mexika. Předtím byl v letech 1963–1969 ministrem vnitra. V době své smrti v roce 2022 byl nejstarší žijící bývalou hlavou Mexika.
Jeho působení ve funkci ministra vnitra za vlády Gustava Díaze Ordaze bylo poznamenáno nárůstem politických represí. Disidentští novináři, politici a aktivisté byli vystaveni cenzuře, svévolnému zatýkání, mučení a mimosoudním popravám. Vše vyvrcholilo masakrem v Tlatelolcu 2. října 1968, který potlačil mexické studentské hnutí; Gustavo Díaz Ordaz, Echeverría a ministr obrany Marcelino Garcia Barragán jsou považováni za strůjce tohoto masakru, při němž mexická armáda zabila stovky neozbrojených demonstrantů. Následujícího roku Díaz Ordaz jmenoval Echeverría svým nástupcem ve funkci prezidenta a ten zvítězil ve volbách v roce 1970.
Echeverría byl jedním z nejvýznamnějších prezidentů v poválečné historii Mexika; pokusil se stát vůdcem takzvaného „třetího světa“, tedy zemí, které nebyly v době studené války spojeny se Spojenými státy nebo Sovětským svazem. Nabídl politický azyl Hortensii Bussi a dalším uprchlíkům před diktaturou Augusta Pinocheta v Chile, navázal diplomatické vztahy a úzkou spolupráci s Čínou poté, co navštívil Peking a setkal se s Mao Ce-tungem a premiérem Čou En-lajem, a pokusil se využít Maova vlivu mezi asijskými a africkými zeměmi při nakonec neúspěšném pokusu stát se generálním tajemníkem OSN. Echeverría napjal vztahy s Izraelem (a americkými Židy) poté, co podpořil rezoluci OSN odsuzující sionismus.
Echeverría vedl zemi v období výrazného hospodářského růstu, kdy mexické ekonomice pomohly vysoké ceny ropy a její roční růst činil 6,1 %. Agresivně prosazoval rozvoj infrastrukturních projektů, jako jsou nové námořní přístavy Lázaro Cárdenas a Ciudad Madero. Jeho prezidentství se vyznačovalo také autoritářskými metodami, masakrem studentů v Corpus Christi v roce 1971, špinavou válkou proti levicovým disentům v zemi (přestože Echeverría zastával levicově-populistickou rétoriku) a hospodářskou krizí, která v Mexiku nastala ke konci jeho funkčního období. V roce 2006 byl obviněn a bylo mu nařízeno domácí vězení za podíl na masakrech v Tlatelolcu a Corpus Christi, ale v roce 2009 byla obvinění proti němu stažena.

## Mládí
Narodil se 17. ledna 1922 v Ciudad de México Rodolfu Echeverríarovi a Catalině Álvarez. Echeverría nastoupil v roce 1947 na Mexickou národní autonomní univerzitu, kde vyučoval politickou filozofii a ústavní právo. V hierarchii Institucionální revoluční strany stoupal a nakonec se stal osobním tajemníkem předsedy strany Rodolfa Sáncheze Taboady.

## Osobní život a smrt
Dne 2. ledna 1945 se oženil s Maríou Esther Zuno a měl s ní osm dětí. Jeho syn Álvaro Echeverría Zuno, ekonom, spáchal 19. května 2020 ve věku 71 let sebevraždu.
Dne 15. ledna 2018 se objevila zpráva, že zemřel, ale ta byla brzy vyvrácena. Dne 17. ledna oslavil v nemocnici své 96. narozeniny a o den později byl propuštěn.  Znovu byl hospitalizován 21. června 2018 a propuštěn byl 10. července.
Dne 17. ledna 2022 oslavil své 100. narozeniny. Zemřel 8. července ve svém domě v Cuernavace. Byl zpopelněn při soukromém smutečním obřadu, který se konal 10. července.

## Vyznamenání
- Řád aztéckého orla (1970–1976)[24]
- Řád lázně (1973)[25][26]
- Řád zásluh o Italskou republiku (1974)[27]
- Čestný odznak Za zásluhy o Rakouskou republiku (1974)[28]
- čestný člen Řádu Jamajky[29]